# قلعه ابرندآباد
قلعه ابرند آباد مربوط به دوره ساسانیان - دوران‌های تاریخی پس از اسلام است و در شهرستان یزد، روستای ابرند آباد واقع شده و این اثر در تاریخ ۷ مهر ۱۳۸۱ با شمارهٔ ثبت ۶۳۱۸ به‌عنوان یکی از آثار ملی ایران به ثبت رسیده است.